# Heute kündigt mir mein Mann
Heute kündigt mir mein Mann (früher: Mein Mann, der Goldesel) ist eine Filmkomödie aus dem Jahr 1962. Die Vorlage für den Film war die Komödie The Bread-Winner von William Somerset Maugham. Der Schwarzweißfilm entstand in Deutschland unter der Regie von Rudolf Nussgruber und Peter Goldbaum. Die Uraufführung in Deutschland war am 25. Januar 1963 in Mannheim im Alhambra, einem 1924 erbauten Kino. Die Erstausstrahlung war am 22. Juni 1968 im ZDF.

## Handlung
Das Familienleben und die Ehe des Familienvaters und Börsenmaklers Alfred Paulsen, der in einer sicheren Lage lebt, wird ruiniert durch sein eigenes Streben nach Gewinn und die endlosen Ansprüche seiner reichtumsgierigen Frau.

## Rezeption
Der film-dienst bezeichnete den Film als eine „zeitnah gemeinte Komödie, überladen mit fragwürdigen Pseudo-Weisheiten über Liebe, Ehe und Familie“. Der Film sei zwar „gut gespielt und dadurch mit einigen heiteren Momenten, insgesamt aber eher ohne Stilbewußtsein und wirkliche Tiefe“. Eher negativ urteilt auch der Evangelische Film-Beobachter: „Der Film um einen von der Familie nur als Geldquelle angesehenen Hausvater bringt sich trotz guten Ansätzen durch viel Schablone und einen fragwürdigen Schluß um eine heitere und besinnliche Wirkung.“